# ريتشارد بي. فيتزغيبون جونيور
ريتشارد بي. فيتزغيبون جونيور (بالإنجليزية: Richard B. Fitzgibbon, Jr.)‏ هو عسكري أمريكي، ولد في 21 يونيو 1920 في ستونهام في الولايات المتحدة، وتوفي في 8 يونيو 1956 في فيتنام.